# Ле-Уга
Ле-Уга́ (фр. Le Houga) — коммуна во Франции, находится в регионе Юг — Пиренеи. Департамент — Жер. Входит в состав кантона Ногаро. Округ коммуны — Кондом.
Код INSEE коммуны — 32155.

## География

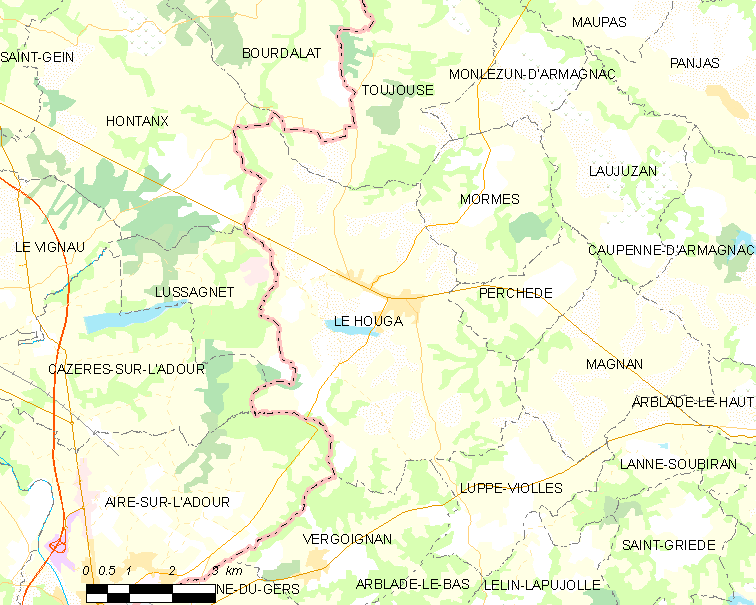
Карта коммуны

Коммуна расположена приблизительно в 600 км к югу от Парижа, в 135 км западнее Тулузы, в 65 км к западу от Оша.

## Климат
Климат умеренно-океанический. Лето жаркое и немного дождливое, температура часто превышает 35 °С. Зимой часто бывает отрицательная температура и ночные заморозки. Годовое количество осадков — 700—900 мм.

## Население
Население коммуны на 2010 год составляло 1180 человек.
| 1962 | 1968 | 1975 | 1982 | 1990 | 1999 | 2010 |
| ---- | ---- | ---- | ---- | ---- | ---- | ---- |
| 1164 | 1182 | 1124 | 1173 | 1166 | 1099 | 1180 |

## Администрация
| Период | Период | Фамилия               | Партия | Примечания |
| ------ | ------ | --------------------- | ------ | ---------- |
| 1989   | 1995   | Рене Массенес         |        |            |
| 1995   | 2001   | Филипп Лабист         |        |            |
| 2001   | 2014   | Пьер Гишанне          |        |            |
| 2014   | 2020   | Патрисия Фёйе-Галабер |        |            |

## Экономика
В 2010 году среди 703 человек трудоспособного возраста (15-64 лет) 532 были экономически активными, 171 — неактивными (показатель активности — 75,7 %, в 1999 году было 70,2 %). Из 532 активных жителей работали 479 человек (252 мужчины и 227 женщин), безработных было 53 (21 мужчина и 32 женщины). Среди 171 неактивных 44 человека были учениками или студентами, 81 — пенсионерами, 46 были неактивными по другим причинам.

## Достопримечательности
- Церковь Св. Альбина (XVI век). Исторический памятник с 1983 года[4]
- Церковь Св. Петра
- Стела в честь композитора Поля Лакома[фр.]